# アイゲングラウ
アイゲングラウ（ドイツ語: Eigengrau（意味：固有の、本来の灰色）、発音: [ˈʔaɪ̯gŋ̍ˌgʁaʊ̯]）とは、アイゲンリヒト（オランダ語・ドイツ語で「固有、本来の光」の意味）、ダークライト、ブレイングレーとも言い、光のない状態で多くの人が見ていると報告する、背景色が均一に濃い灰色のこと。アイゲンリヒトという言葉の歴史は19世紀まで遡るが、現在の科学論文ではほとんど使用されていない。この現象に対する一般的な科学用語には、「視覚ノイズ（visual noise）」や「背景適応（background adaptation）」などがある。これらの用語は、現象に見られる小さな白黒の点の刻々と変化するその場の認識のために発生する。
視覚系にとってコントラストは絶対的な明るさよりも重要であるため、通常の照明環境では、アイゲングラウは黒い物体よりも明るく知覚される。例えば、夜空は星がもたらすコントラストによって、アイゲングラウよりも暗く見える。
Blackwellが情報を収集し、Crumeyがプロットしたコントラスト閾値のデータでは、約10− 5 cd m−2 (25.08 mag arcsec-2) 以下の適応輝度でアイゲングラウが発生することが判明している。これはリッコの法則の極端な場合にあたる。

## 発生理由
既に研究者は1860年の時点で、網膜に内在するノイズ源が、実際の光子によって引き起こされるものと区別できないランダムな事象を生み出すと仮定することで、強度感度曲線（→intensity-sensitivity curves）の形状を説明できることに気づいていた。その後、カエル（Rhinella marina）の桿体細胞を用いた実験で、これらの自然現象の頻度が強く温度依存的であることが示され、ロドプシンの加熱による異性化によって引き起こされることが示唆された。ヒトの桿体細胞では、この現象は平均して約100秒に1回起こり、桿体細胞内のロドプシン分子の数を考慮すると、ロドプシン分子の半減期は約420年であることを意味する。ロドプシンが形質導入チェーンの入力にあるため、暗黒事象と光子応答の区別がつかないことは、この説明でわかる。一方、神経伝達物質の自然放出などの過程も完全に否定することはできない。